# Herz Jesu (Batenhorst)
Herz Jesu in Batenhorst ist eine katholische Pfarrkirche im ostwestfälischen Rheda-Wiedenbrück in Nordrhein-Westfalen, Deutschland. Die Kirche gehört zum Pastoralverbund Reckenberg im Erzbistum Paderborn.

## Geschichte

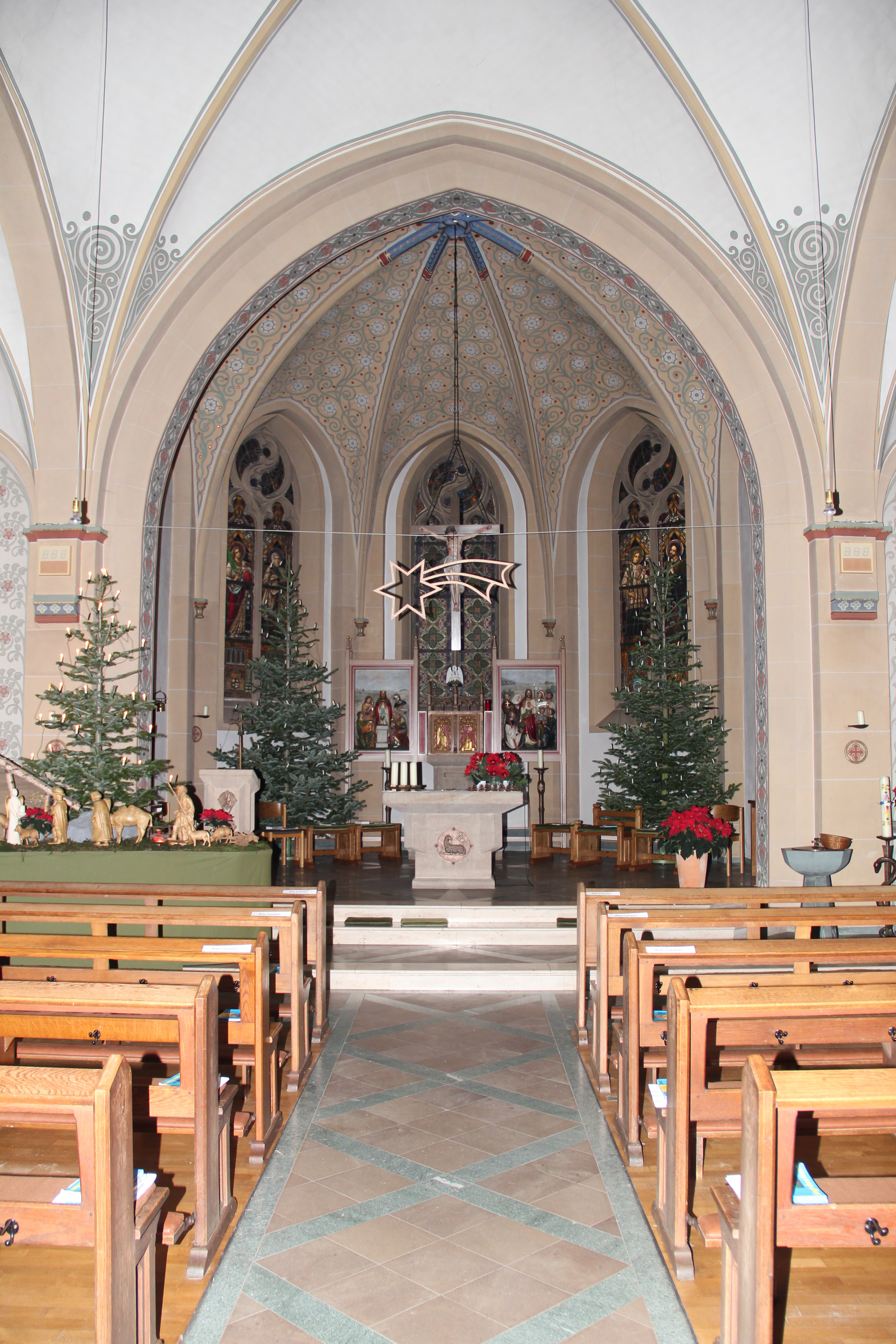
Innenansicht der Herz-Jesu-Kirche in Batenhorst

Seelsorgerisch gehörten die katholischen Batenhorster zu St. Aegidius in Wiedenbrück. Da die Wege zu den Nachbargemeinden St. Vitus in St. Vit, Stromberg oder St. Lambertus und St. Laurentius in Langenberg kürzer waren, wurden dort die Gottesdienste besucht. Zu Beginn des 20. Jahrhunderts kam der Wunsch nach einer eigenen Kapelle auf.
Ein Lehrer in Batenhorst berief zum 26. November 1905 eine öffentliche Versammlung ein, die den Kapellenneubau zum Thema hatte. Noch in der Versammlung wurde ein Kirchenbauverein gegründet, der bereits nach kurzer Zeit 13.000 Mark gesammelt hatte. Auf einer weiteren Versammlung am 7. Januar 1906 wurde über den Standort der Kapelle abgestimmt. Ein Kolon wollte für den Neubau ein Grundstück herschenken. In der Versammlung wurde ein Vorstand für die Bauvorbereitung zusammengestellt. Am 22. November 1906 übertrug der Kolon ein Morgen Land an den Kirchenbauverein. Ende des Monats reichte der Kirchenvorstand von St. Aegidius in Wiedenbrück den Antrag auf Genehmigung des Neubaus beim Bischof ein. Am 20. Dezember des Jahres ging der Antrag weiter zur Bezirksregierung nach Berlin.
Am 22. Oktober 1907 waren die erforderlichen Genehmigungen eingeholt und der Kapellenvorstand beschloss den Bau der Kapelle, den der Kirchenvorstand von St. Aegidius drei Tage später bestätigte. Am 13. November begannen die Arbeiten, die, soweit möglich, in Eigenleistung durchgeführt wurden. Nach der Winterpause konnte am 29. März 1908 der Grundstein zur neuen Kapelle gelegt werden. Am 24. Mai war Richtfest.
Weitere Stiftungen, wie der Hochaltar und die Glocken, wurden dem Kapellenbauverein gemacht. Die Glocken wurden am 3. August 1908 auf dem Hof der Schenkenden geweiht. Diese kamen in dem Dachreiter der Kirche unter, denn ein Kirchturm wurde zunächst nicht gebaut.
Am 20. Oktober 1908 wurde die Kirche geweiht.
Die Filialgemeinde wurde am 26. Mai 1941 zur Pfarrvikarie erhoben.
1947 beschloss man, der Kirche einen Kirchturm anzufügen. Am 20. November 1949 konnte nach einigen Unwägbarkeiten erneut Richtfest gefeiert werden. Im März 1950 wurde der Turm verschalt, im Mai wurde der Helm mit Schiefer bedeckt.
1956 wurde die Kirche großzügig renoviert.
1958 wurde die Vikarie Herz Jesu der neugegründeten  St. Pius-Gemeinde in Wiedenbrück zugeordnet.
1959 erhielt die Kirche Drainageleitungen, der Dachstuhl wurde ausgebessert und die Kirche erhielt einen Betonringanker, der das Mauerwerk festigte.
1960 erfolgte ein Umbau der Kirche: Die Orgelempore wurde erneuert, der Chor umgestaltet und ein neuer Altar aufgestellt, Putz und Ausmalung der Kirche erneuert und die Fenster wurden repariert.
Am 20. Oktober 1960 weihte Erzbischof Lorenz Jaeger die Kirche und ließ eine Reliquie des heiligen Adeodatus in den neuen Altar ein.

## Einrichtungen
Im Jahr 1920 konnte durch eine Spendenaktion, die 75.000 Mark und sechs Eichen erbrachte, eine Orgel der Firma Speith-Orgelbau aus Rietberg in die Kirche eingebaut werden. Sie wurde am 8. September 1921 eingeweiht.